# Бронетехника США в период Второй мировой войны
В период Второй мировой войны США являлись крупнейшим производителем бронетехники в мире, выпустив в 1939—1945 годах более 227 тысяч бронемашин. Имея к началу войны лишь около 500 танков, почти исключительно лёгких, 20 бронеавтомобилей и 160 лёгких разведывательных бронетранспортёров, США сумели, используя возможности своей развитой автомобильной промышленности, наладить серийное производство разработанных своими силами всех основных видов бронетехники, за исключением лишь отсутствия штурмовых орудий и незначительного количества выпущенных тяжёлых танков.
Бронетехника являлась одним из важнейших видов вооружений Армии и Корпуса морской пехоты США и широко применялись ими на всех театрах военных действий. Помимо этого, около 80 тысяч единиц бронетехники в годы войны было передано союзникам США, прежде всего Великобритании и странам Британского содружества, СССР и Франции, по программе ленд-лиза. В послевоенный период бронетехника, выпущенная США в годы войны, активно поставлялась на экспорт и использовалась десятками стран во всех частях света, применяясь во множестве вооружённых конфликтов. По состоянию на 2010 год, бронетехника США этого периода всё ещё продолжает использоваться в ряде стран, несмотря на крайнюю устарелость.

## Эксплуатация и боевое применение

### Современное состояние
По состоянию на 2010 год, бронетехника периода Второй мировой войны в основном остаётся на вооружении в странах Латинской Америки и Африки: в Боливии на вооружении остаются 37 полугусеничных бронетранспортёров M9, в Бразилии, предположительно, ещё остаётся некоторое количество САУ M7, в Колумбии всё ещё используется 14 бронеавтомобилей M8, в том числе 6 в роли полицейских машин и 8 — как носители ПТУР TOW, в Гватемале на хранении остаётся 7 бронеавтомобилей M8, в Мексике остаются на вооружении 40 бронеавтомобилей M8, 34 бронетранспортёра M5A1 и 3 БРЭМ M32, в Парагвае на вооружении остаются 5 танков M4A3 и 12 M3A1, составляющие весь танковый парк страны, а также 20 бронетранспортёров M9, в Уругвае на вооружении остаются 16 лёгких танков M24. В Буркина-Фасо на вооружении остаётся 8 бронеавтомобилей M8 и 2 командно-штабные машины M20, вКамеруне на вооружении остаётся 12 бронетранспортёров M3, на Мадагаскаре на вооружении остаётся около 30 бронетранспортёров M3A1 и 8 бронеавтомобилей M8, в Сенегале на вооружении остаётся 12 бронетранспортёров M3, 10 бронеавтомобилей M8 и 4 командно-штабные машины M20, в Того на вооружении остаются 6 бронеавтомобилей M8 и 3 командно-штабные машины M20. Наибольшее количество бронетехники, однако, имеется у Израиля, на вооружении которого всё ещё сохраняются 180 бронетранспортёров M2 и 3386 M3, но большинство из них содержится на хранении.